# Mistrzostwa Świata w Kajakarstwie 1998
29. Mistrzostwa świata w kajakarstwie odbyły się w dniach 3–6 września 1998 w  Segedynie.
Rozegrano 18 konkurencji męskich i 8 kobiecych. Mężczyźni startowali w kanadyjkach jedynkach (C-1), dwójkach (C-2) i czwórkach (C-4) oraz w kajakach jedynkach (K-1), dwójkach (K-2) i czwórkach (K-4), zaś kobiety w kajakach jedynkach, dwójkach i czwórkach.  Liczba i rodzaj konkurencji nie zmieniły się od poprzednich mistrzostw. 
Pierwsze miejsce w klasyfikacji medalowej wywalczyli reprezentanci Węgier.

## Medaliści

### Mężczyźni

#### Kanadyjki
| Konkurencja: | Złoto:                                                                   | Rezultat | Srebro:                                                                                   | Rezultat | Brąz:                                                                                   | Rezultat |
| C-1 200 m    | Martin Doktor                                                            | 41,622   | Slavomír Kňazovický                                                                       | 41,666   | Michał Śliwiński                                                                        | 43,714   |
| C-1 500 m    | Maksim Opalew                                                            | 2:01,009 | Andreas Dittmer                                                                           | 2:01,617 | Michał Śliwiński                                                                        | 2:02,413 |
| C-1 1000 m   | Stephen Giles                                                            | 4:06,725 | Martin Doktor                                                                             | 4:07,525 | Andreas Dittmer                                                                         | 4:10,917 |
| C-2 200 m    | Niemcy · Thomas Zereske · Christian Gille                                | 37,881   | Węgry · Miklós Buzál · Attila Végh                                                        | 38,473   | Rosja · Władisław Połzunow · Andriej Kabanow                                            | 38,881   |
| C-2 500 m    | Węgry · György Kolonics · Csaba Horváth                                  | 1:45,941 | Polska · Daniel Jędraszko · Paweł Baraszkiewicz                                           | 1:47,161 | Niemcy · Thomas Zereske · Christian Gille                                               | 1:47,409 |
| C-2 1000 m   | Rosja · Aleksandr Kowalow · Aleksandr Kostogłod                          | 3:56,028 | Rumunia · Gheorghe Andriev · Florin Popescu                                               | 3:56,550 | Węgry · György Zala · Endre Ipacs                                                       | 3:57,486 |
| C-4 200 m    | Czechy · Petr Procházka · Tomáš Křivánek · Petr Fuksa · Karel Kožíšek    | 34,593   | Białoruś · Aleksandr Masiejkow · Andriej Bielajew · Anatolij Reniejski · Władimir Marinow | 34,629   | Rosja · Pawieł Konowałow · Konstantin Fomiczow · Władimir Ładosza · Aleksandr Kostogłod | 34,721   |
| C-4 500 m    | Węgry · György Kolonics · Csaba Horváth · László Szuszkó · Csaba Hüttner | 1:37,699 | Rumunia · Gheorghe Andriev · Florin Popescu · Cosmin Pașca · Ionel Averian                | 1:37,723 | Rosja · Pawieł Konowałow · Władisław Połzunow · Władimir Ładosza · Andriej Kabanow      | 1:39,775 |
| C-4 1000 m   | Węgry · Csaba Horváth · Béla Belicza · László Szuszkó · Csaba Hüttner    | 3:36,876 | Rosja · Konstantin Fomiczow · Wasilij Maiłow · Andriej Kabanow · Ignat Kowalow            | 3:40,680 | Czechy · Martin Doktor · Petr Netušil · Jan Macháč · Viktor Jiráský                     | 3:41,736 |

#### Kajaki
| Konkurencja: | Złoto:                                                               | Rezultat | Srebro:                                                                     | Rezultat | Brąz:                                                                                   | Rezultat |
| K-1 200 m    | Micha’el Kolganow                                                    | 36,232   | Ołeksij Śliwiński                                                           | 36,460   | Ognjen Filipović                                                                        | 36,568   |
| K-1 500 m    | Ákos Vereckei                                                        | 1:43,546 | Micha’el Kolganow                                                           | 1:43,698 | Lutz Liwowski                                                                           | 1:44,706 |
| K-1 1000 m   | Lutz Liwowski                                                        | 3:40,738 | Knut Holmann                                                                | 3:42,806 | Javier Correa                                                                           | 3:45,074 |
| K-2 200 m    | Węgry · Vince Fehérvári · Róbert Hegedűs                             | 33,266   | Rosja · Anatolij Tiszczenko · Siergiej Wierlin                              | 33,826   | Rumunia · Geza Magyar · Romică Șerban                                                   | 33,962   |
| K-2 500 m    | Słowacja · Michal Riszdorfer · Juraj Bača                            | 1:32,032 | Włochy · Beniamino Bonomi · Luca Negri                                      | 1:32,286 | Węgry · Krisztián Bártfai · Gábor Horváth                                               | 1:32,938 |
| K-2 1000 m   | Włochy · Antonio Rossi · Luca Negri                                  | 3:28,728 | Jugosławia · Mićo Janić · Stjepan Janić                                     | 3:28,964 | Węgry · Attila Adám · Krisztián Veréb                                                   | 3:29,728 |
| K-4 200 m    | Węgry · Gyula Kajner · Vince Fehérvári · István Beé · Róbert Hegedűs | 31,155   | Włochy · Antonio Rossi · Beniamino Bonomi · Ivano Lussignoli · Luca Negri   | 31,495   | Norwegia · Andreas Gjersøe · Nils Olav Fjeldheim · Knut Holmann · Robby Roarsen Haugli  | 31,555   |
| K-4 500 m    | Niemcy · Torsten Gutsche · Mark Zabel · Björn Bach · Stefan Ulm      | 1:24,959 | Węgry · Botond Storcz · Krisztián Bártfai · Zsolt Szádovszky · Márton Bauer | 1:25,763 | Rosja · Andriej Tissin · Andriej Szczegolichin · Witalij Gańkin · Roman Zarubin         | 1:25,971 |
| K-4 1000 m   | Niemcy · Torsten Gutsche · Mark Zabel · Björn Bach · Stefan Ulm      | 3:06,557 | Węgry · Botond Storcz · Krisztián Bártfai · Zsolt Szádovszky · Márton Bauer | 3:07,373 | Rosja · Anatolij Tiszczenko · Siergiej Wierlin · Gieorgij Cybulnikow · Aleksandr Iwanik | 3:09,779 |

### Kobiety

#### Kajaki
| Konkurencja: | Złoto:                                                                  | Rezultat | Srebro:                                                                        | Rezultat | Brąz:                                                                             | Rezultat |
| K-1 200 m    | Caroline Brunet                                                         | 41,317   | Josefa Idem                                                                    | 42,169   | Éva Dónusz                                                                        | 42,653   |
| K-1 500 m    | Caroline Brunet                                                         | 1:55,174 | Katrin Borchert                                                                | 1:56,722 | Josefa Idem                                                                       | 1:56,774 |
| K-1 1000 m   | Josefa Idem                                                             | 4:05,198 | Caroline Brunet                                                                | 4:06,006 | Katrin Borchert                                                                   | 4:08,550 |
| K-2 200 m    | Kanada · Marie-Josée Gibeau-Ouimet · Karen Furneaux                     | 38,770   | Węgry · Kinga Dékány · Rita Kőbán                                              | 38,790   | Hiszpania · Beatriz Manchón · Izaskun Aramburu                                    | 38,914   |
| K-2 500 m    | Australia · Anna Wood · Katrin Borchert                                 | 1:50,692 | Niemcy · Birgit Fischer · Anett Schuck                                         | 1:51,068 | Węgry · Kinga Dékány · Rita Kőbán                                                 | 1:52,108 |
| K-2 1000 m   | Australia · Anna Wood · Katrin Borchert                                 | 3:52,892 | Niemcy · Birgit Fischer · Ute Plessmann                                        | 3:53,228 | Szwecja · Anna Karlsson · Susanne Gunnarsson                                      | 3:55,598 |
| K-4 200 m    | Węgry · Kinga Dékány · Erzsébet Viski · Katalin Kovács · Rita Kőbán     | 36,889   | Szwecja · Anna Karlsson · Susanne Gunnarsson · Ingela Ericsson · Maria Haglund | 37,361   | Rosja · Natalja Gulij · Jelena Tissina · Łarisa Pejsachowicz · Tatjana Tiszczenko | 37,485   |
| K-4 500 m    | Niemcy · Birgit Fischer · Anett Schuck · Manuela Mucke · Marcela Bednar | 1:42,939 | Węgry · Kinga Dékány · Szilvia Szabó · Andrea Barócsi · Katalin Kovács         | 1:43,999 | Hiszpania · Beatriz Manchón · Izaskun Aramburu · Ana María Penas · Belén Sánchez  | 1:45,227 |

## Klasyfikacja medalowa
| Miejsce | Państwo    | Złoto | Srebro | Brąz | Razem |
| ------- | ---------- | ----- | ------ | ---- | ----- |
| 1       | Węgry      | 7     | 5      | 5    | 17    |
| 2       | Niemcy     | 5     | 3      | 3    | 11    |
| 3       | Kanada     | 4     | 1      | 0    | 5     |
| 4       | Włochy     | 2     | 3      | 1    | 6     |
| 5       | Rosja      | 2     | 2      | 6    | 10    |
| 6       | Australia  | 2     | 1      | 1    | 4     |
| 6       | Czechy     | 2     | 1      | 1    | 4     |
| 8       | Izrael     | 1     | 1      | 0    | 2     |
| 8       | Słowacja   | 1     | 1      | 0    | 2     |
| 10      | Rumunia    | 0     | 2      | 1    | 3     |
| 11      | Ukraina    | 0     | 1      | 2    | 3     |
| 12      | Jugosławia | 0     | 1      | 1    | 2     |
| 12      | Norwegia   | 0     | 1      | 1    | 2     |
| 12      | Szwecja    | 0     | 1      | 1    | 2     |
| 15      | Białoruś   | 0     | 1      | 0    | 1     |
| 15      | Polska     | 0     | 1      | 0    | 1     |
| 17      | Hiszpania  | 0     | 0      | 2    | 2     |
| 18      | Argentyna  | 0     | 0      | 1    | 1     |
|         | Razem      | 26    | 26     | 26   | 78    |